# Marco Rulli
Marco Rulli (Roma, 6 gennaio 1984) è un attore italiano.

## Biografia
Si fa notare nel 2008 come protagonista maschile del film Ti stramo - Ho voglia di un'ultima notte da manuale prima di tre baci sopra il cielo, parodia dei film adolescenziali italiani. In precedenza era apparso al cinema ne L'estate del mio primo bacio di Carlo Virzì e in TV in Distretto di Polizia 6, entrambi nel 2006.
Nel 2010 è protagonista del film Diciottanni - Il mondo ai miei piedi, esordio alla regia di Elisabetta Rocchetti, e recita nella serie di Canale 5 Tutti per Bruno.

## Filmografia

### Cinema
- L'estate del mio primo bacio, regia di Carlo Virzì  (2006)
- Ti stramo - Ho voglia di un'ultima notte da manuale prima di tre baci sopra il cielo, regia di Pino Insegno e Gianluca Sodaro (2008)
- Diciottanni - Il mondo ai miei piedi, regia di Elisabetta Rocchetti (2010)

### Televisione
- Distretto di Polizia 6 – serie TV, 10 episodi (2006)
- Tutti per Bruno – serie TV, 12 episodi (2010)
- Don Matteo – serie TV, episodio 8x06 (2011)
- Maria di Nazaret, regia di Giacomo Campiotti – film TV (2012)
- Il restauratore – serie TV, episodio 2x14 (2014)

### Cortometraggi
- Il primo sole, regia di Luca Guadagnino (2005)
- Zona rossa, regia di Giorgia Farina (2007)
- Ce l'hai un minuto?, regia di Alessandro Bardani (2012)